# Chionaema phaedra
Chionaema phaedra är en fjärilsart som beskrevs av John Henry Leech 1889. Chionaema phaedra ingår i släktet Chionaema och familjen björnspinnare. Inga underarter finns listade i Catalogue of Life.